# Hecalapona ecuadora
Hecalapona ecuadora är en insektsart som beskrevs av Henry Fairfield Osborn 1938. Hecalapona ecuadora ingår i släktet Hecalapona och familjen dvärgstritar. Inga underarter finns listade i Catalogue of Life.